# Godinhaços
Godinhaços ist ein Ort und eine ehemalige Gemeinde (Freguesia) im Norden Portugals.
Godinhaços gehört zum Kreis Vila Verde im Distrikt Braga. Die Gemeinde hatte eine Fläche von 6,6 km² und 374 Einwohner (Stand 30. Juni 2011).
Am 29. September 2013 wurden die Gemeinden Godinhaços, Pedregais, Azões, Portela das Cabras, Duas Igrejas, Rio Mau und Goães zur neuen Gemeinde União das Freguesias da Ribeira do Neiva zusammengeschlossen.